# La Iglesia de Jesucristo de los Santos de los Últimos Días en Letonia

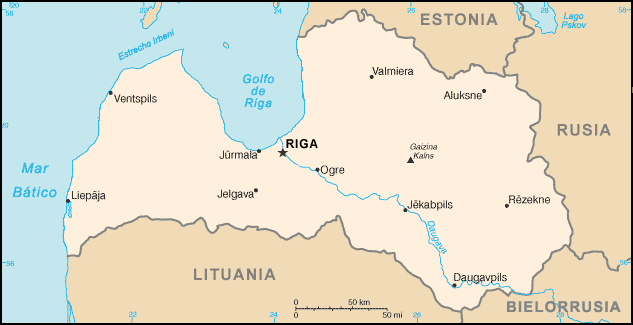
El primer converso letón al mormonismo fue Gunars Kavals, bautizado el 25 de julio de 1992.

La primera persona que predicó en Letonia fue Mischa Markow en octubre de 1903, que predicó a los alemanes que vivían en Riga, en esos tiempos parte del Imperio ruso.
Los primeros misioneros mormones (cuatro) llegaron a Riga el 17 de junio de 1992, tras la caída de la Unión Soviética y la consiguiente independencia de Letonia. Fueron enviados por el presidente de la Misión Rusia San Petersburgo Charles H. Creel y sus nombres eran: Dale Franklin, Dennon Ison, Matthew H. Lyman, y Michael G. Van Patten. Fueron seguidos una semana más tarde por una pareja misionera: Boris A. y Liselotte Schiel.
Unos meses después el élder Faust abrió las puertas de la predicación del evangelio en dicho país. El primer converso al mormonismo fue Gunars Kavals, bautizado el 25 de julio de 1992. El 17 de marzo de 1993, el elder Elder James E. Faust, del Cuórum de los Doce Apóstoles, dedicó el país para la predicación. La primera congregación, formada por 48 miembros, se estableció en mayo de ese mismo año aunque se separó en dos (las ramas de habla rusa y letona) en octubre. En marzo de 1997 había 65 miembros y, a finales de ese mismo año, 85. En el año 2005 se bautizaron 25 personas. En el año 2008 había 920 miembros, 7 ramas y un distrito.
El 29 de agosto de 2009, el élder L. Tom Perry, del Cuórum de los Doce Apóstoles, fue el segundo apóstol que visitó el país. En la actualidad hay más de 800 miembros en el país divididos en seis ramas. Hay dos casas de reunión, una en Riga y otra en Liepāja.
La Misión Letonia Riga se creó en julio de 1993 e incluía Letonia, Lituania, Estonia y Bielorrusia. En julio de 2002, se cambió por la Misión Báltica aunque siguió manteniendo sus cuarteles generales en Riga.